# Cyathea fugax
Cyathea fugax är en ormbunkeart som beskrevs av Cornelis Rugier Willem Karel van Alderwerelt van Rosenburgh. Cyathea fugax ingår i släktet Cyathea och familjen Cyatheaceae. Inga underarter finns listade.